# Centaurea napulifera
Centaurea napulifera — вид квіткових рослин айстрових (Asteraceae). Ареал: пд.-сх. Румунія, Болгарія.

## Середовище
Населяє степи.

## Морфологічна характеристика
Це напівкущик 5–10 см заввишки, повстистий. Корінь стрижневий. Листки лінійні, нижні віддалено перисто-роздільні, верхні цілокраї. Квіткова голова поодинока. Квітки пурпурні, сині, білі. Період цвітіння: літо.